# Triumph Southern Cross
Der Triumph Southern Cross war ein kleiner Roadster, den die Triumph Motor Company 1932 als Nachfolger des Super 8 parallel zum Super 9 baute.
Wie der Super 9 hatte der Southern Cross bereits die neuen wechselgesteuerten Motoren nach Coventry Climax – Patenten. Die Reihenvierzylindermotoren hatten 1087 cm³ Hubraum und 40 bhp (29 kW) Leistung bei 4000/min oder 1232 cm² Hubraum und 42 bhp (31 kW) bei 4500/min. Beide Versionen waren wahlweise mit unterschiedlichen Radständen (2343 mm oder 2642 mm) erhältlich.
In den Folgejahren lösten die Modelle Gloria 10 und Gloria 12 den Southern Cross ab.